# معهد كايزر فيلهلم للأنثروبولوجيا والوراثة البشرية وعلم تحسين النسل

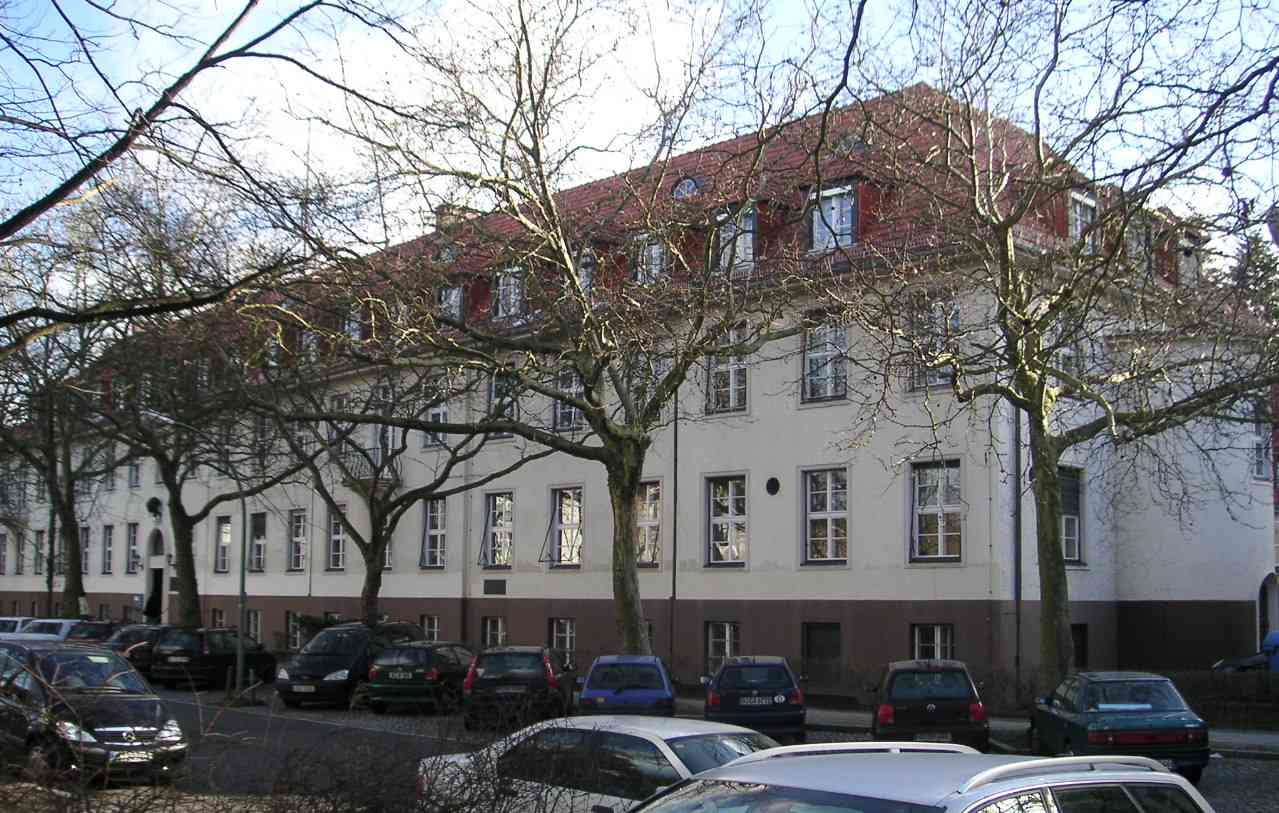
معهد كايزر فيلهلم السابق للنظافة العرقية، في جامعة برلين الحرة

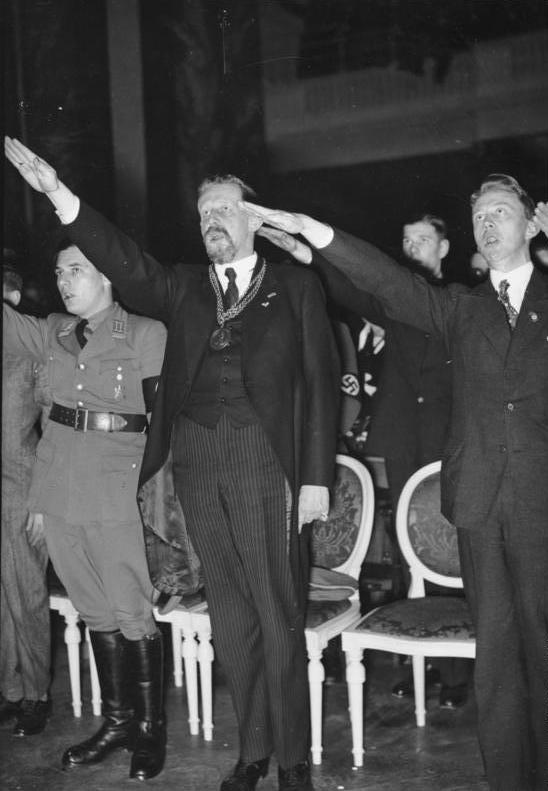
يوجين فيشر خلال حفل أقيم بجامعة برلين عام 1934

تأسس معهد كايزر فيلهلم للأنثروبولوجيا والوراثة البشرية وتحسين النسل عام 1927 في برلين بألمانيا. دعمت مؤسسة روكفلر كل من معهد كايزر فيلهلم للطب النفسي ومعهد كايزر فيلهلم للأنثروبولوجيا والوراثة البشرية وتحسين النسل.  قامت مؤسسة روكفلر بتمويل جزئي للمبنى الفعلي للمعهد وساعدت في الحفاظ على المعهد واقفا على قدميه خلال فترة الكساد الكبير.

## اليوجينا علم تحسين النسل

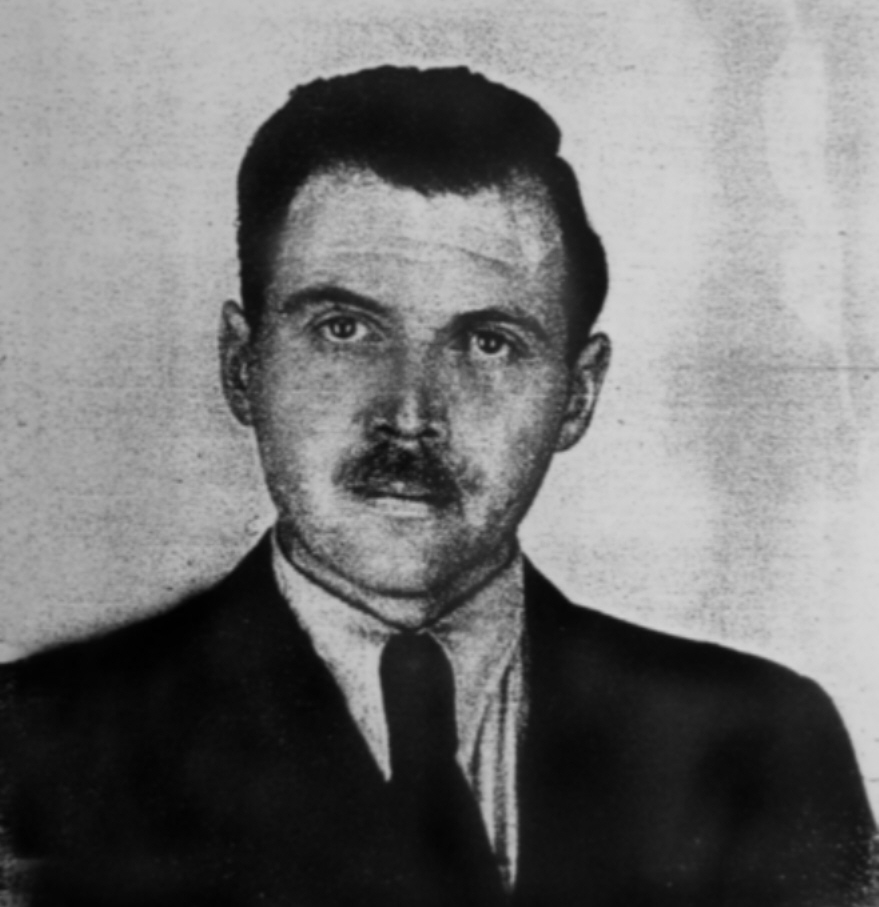
جوزيف منجيل عام 1956

في سنواتها الأولى، وخلال الحقبة النازية، ارتبطت بقوة بنظريات تحسين النسل والنظافة العنصرية التي دافع عنها أبرز منظريها فريتز لينز، (المخرج الأول) يوجين فيشر، والمخرج الثاني أوتمار فون فيرشوير.
في الأعوام 1937-1938، حلل فيشر وزملاؤه 600 طفل في ألمانيا النازية ينحدرون من الجنود الفرنسيين الأفارقة الذين احتلوا المناطق الغربية من ألمانيا بعد الحرب العالمية الأولى؛ تعرض الأطفال بعد ذلك للتعقيم. 
في ظل النظام النازي، طور فيشر المواصفات الفسيولوجية المستخدمة لتحديد الأصول العرقية وطور مقياس فيشر سالير. قام هو وفريقه بتجربة أشخاص من طائفة "الغجر " والألمان من أصل أفريقي، وخاصةً من ناميبيا، أخذوا الدم وقياس الجماجم للعثور على التحقق العلمي من نظرياته.
خلال الحرب العالمية الثانية، تلقى المعهد بانتظام أجزاء جسم الإنسان، بما في ذلك العينين والجماجم، من عضو الحزب النازي كارين ماغنوسن الذي درس ألوان العين، وجوزيف مينجيل (في معسكر اعتقال أوشفيتز ) لاستخدامها في الدراسات التي تهدف إلى إثبات النظريات العنصرية النازية وتبرير السياسات الاجتماعية المتعلقة بالعرق. بعد الاستسلام الألماني في مايو 1945، تم نقل معظم آلاف الملفات والمواد المخبرية للمعهد إلى مكان مجهول أو تم إتلافها، ولم يحصل الحلفاء عليها مطلقًا لاستخدامها كدليل في محاكمات جرائم الحرب وإثبات أو عدم إثباتها. الإيديولوجية العنصرية النازية التي حفزت الإبادة الجماعية في أوروبا. تمكن معظم موظفي المعهد من الهروب من المحاكمة.
بدأت الجهود المبذولة لإعادة جماجم ناميبيا التي اتخذها فيشر مع تحقيق من قبل جامعة فرايبورغ في عام 2011 واستكملت مع عودة الجماجم في مارس 2014.   